# Gotland
Gotland (Gutland in gutnico) è un'isola svedese, seconda isola per superficie del Mar Baltico dopo la danese Selandia, con una superficie di 2994 km² (3 140 comprese le isolette limitrofe).
È anche una provincia, contea, un comune e una diocesi.

## Storia
Gli antichi Gotlandi (o Guter/Göter) provenivano da quest'isola, e, per discendenza da questi, anche la tribù dei Geati, che partendo da qui occuparono poi la terraferma (nella regione che da loro prese il nome di Götaland) e le tribù dei Goti, che da Gotland e Götaland invece si riunirono per emigrare verso il resto d'Europa.
Situata a nord-est dell'isola di Öland, dal 1645 (trattato di Brömsebro) fa parte della Svezia. Da un punto di vista amministrativo l'isola costituisce una contea, la contea di Gotland, è inoltre una delle province tradizionali della Svezia e della provincia fanno parte anche le piccole isole Fårö, Karlsö (Stora Karlsö e Lilla Karlsö) e Gotska Sandön, la quale ultima è parco nazionale fin dal 1909.
Il nome latino di Gotland, usato talvolta ancora nel ventunesimo secolo, è Gotlandia. Sull'isola vivono 58 003 persone (2016) con una densità di 18 abitanti/km². Il centro urbano principale è la città di Visby con circa 21 000 abitanti. Le attività economiche principali sono l'agricoltura e il turismo.